# أمالا أكينيني
أمالا أكينيني هي ممثلة هندية، ولدت في 12 سبتمبر 1968 بكلكتا في الهند.

## وصلات خارجية
- أمالا أكينيني على موقع IMDb (الإنجليزية)
- أمالا أكينيني على موقع قاعدة بيانات الفيلم (الإنجليزية)